# Lord Edgware Dies (1934)
Lord Edgware Dies ist ein Kriminalfilm aus dem Jahr 1934. Er basiert frei auf dem gleichnamigen Roman der britischen Autorin Agatha Christie.

## Inhalt
Hercule Poirot trifft den Schauspieler Bryan Martin und seine zukünftige Partnerin Lady Edgware. Lady Edgware bittet Poirot in ihrem Namen für ihren Ehemann Lord Edgware einzutreten um ihre Zustimmung zu einer Scheidung einzuholen. Letzterer versichert Poirot, dass er jedoch bereits einige Monate zuvor seine schriftliche Zustimmung gegeben hat. Bald darauf wird Lord Edgware tot aufgefunden.

## Veröffentlichung
In dem Vereinigten Königreich kam der Film im August 1934 in die Kinos.

## Hintergrund
Austin Trevor spielte zum dritten Male den Detektiv Hercule Poirot. Die beiden vorherigen Filme, Alibi und Black Coffee (Beide aus dem Jahr 1931), sind nicht erhalten.